# Nikki Barnett
Nikki Barnett (* um 1982) ist eine Schauspielerin.

## Leben
Barnett hatte 1989 als Kind ihren ersten kleinen Fernsehauftritt in der Folge Music der Serie Street Cents, für den sie im Jahr 2000 eine Gemini-Award-Nominierung bekam, welche sie sich zusammen mit Kollegen teilt. 1998 folgte ein Auftritt in der Fernsehserie Made in Canada, 1999 einer in Lexx – The Dark Zone. Filme, in denen sie spielte, sind unter anderem Turning Paige (2001), Love That Boy (2003), The Little Match Girl (2004) und Relative Chaos (2006).

## Filmografie
- 1989: Street Cents (Fernsehserie, eine Folge)
- 1998: Made in Canada (Fernsehserie, eine Folge)
- 1999: Lexx – The Dark Zone (LEXX, Fernsehserie, Folge 2x10)
- 2001: Passion and Prejudice (Fernsehfilm)
- 2001: Turning Paige
- 2003: Hunger Point (Fernsehfilm)
- 2003: Love That Boy
- 2003: Blessings (Fernsehfilm)
- 2004: She’s Too Young (Fernsehfilm)
- 2004: Snakes & Ladders (Fernsehserie, Folge 1x04)
- 2004: The Little Match Girl (Kurzfilm)
- 2004: Sex Traffic
- 2005: The River King
- 2005: BTK Serial Killer (The Hunt for the BTK Killer, Fernsehfilm)
- 2005: Trudeau II: Maverick in the Making (Fernsehfilm)
- 2006: Relative Chaos (Fernsehfilm)
- 2013: Seed (Fernsehserie, Folge 1x12)
- 2013: Haven (Fernsehserie, Folge 4x10)

## Auszeichnungen
- 2000: Gemini-Award-Nominierung in der Kategorie „Best Performance in a Children's or Youth Program or Series“ für die Folge Music der Serie Street Cents (geteilt mit Andrew Bush, Michael Scholar Jr., Duane Hall und Kim D'Eon)